# Fehime Sultan
Fehime Sultan (2. srpna 1875 – 15. září 1929) byla osmanská princezna, dcera sultána Murada V. a jeho konkubíny Meyliservet Kadınefendi, mladé čerkesky, kterou si sultán sám vybral.

## Biografie
Fehime Sultan se narodila sultánu Muradovi a jeho čtvrté ženě. Stejně jako její otec milovala umění a ráda se fotila.
Říkalo se jí Kelebek Sultan (motýlí sultánka), protože nosila velmi drahé šaty v zajímavých tvarech.
Fehime Sultan byla dne 12. září 1901 provdána za Damata Aliho Galiba Paşu v paláci Yıldız; ona se s ním však 4. listopadu 1908 rozvedla v Ortaköyi. Později se zamilovala do Mahmud Behcetova Bey a 5. června 1910 se vzali. S tím se však také rozvedla v roce 1927. Toto manželství nebylo odsouhlaseno jejím strýcem, sultánem Mehmedem V., takže rozvod nebyl žádným problémem.

## Exil
Po rozpadu Osmanské říše a vzniku Turecké republiky v roce 1924 (monarchie se rozpadla už o 2 roky dříve), Fehime odjela do Francie. Bezdětná a rozvedená zemřela 15. září 1929 na tuberkulózu a byla pohřbena ve francouzském městě Nice.
Její šaty (výše na fotografii) jsou dodnes uloženy v roce Topkapi v Istanbulu.